# Abatskij rajon
L'Abatskij Rajon (in russo Абатский район Тюменской области?) è un rajon dell'Oblast' di Tjumen', nella Russia asiatica; il capoluogo è Abatskoe. Istituito nel 1923, ricopre una superficie di 4080 chilometri quadrati ed ospitava nel 2010 una popolazione di circa 22.000 abitanti.